# Косолистник некероподібний
{{#ifeq:0|0|{{#if:Plagiothecium neckeroideum|{{#if:|[[]}}|[[]]}}}}
Косолистник некероподібний (Plagiothecium neckeroideum) — вид мохів порядку гіпнобрієвих (Hypnales).

## Поширення
Ареал охоплює такі частини світу: Європа, Азія.